# Wladimir Rodrigues dos Santos
Wladimir Rodrigues dos Santos (São Paulo, 29 de agosto de 1954), mais conhecido apenas como Wladimir, é um ex-futebolista brasileiro que atuava como lateral-esquerdo. É ídolo e o jogador que mais vezes vestiu a camisa do Corinthians na história do clube. 

## Carreira

### Corinthians
Começou sua carreira esportiva ainda nas equipes de base do Corinthians, tornando-se titular da equipe no ano de 1972, durante uma excursão à Europa, sob o comando do técnico Duque, firmando-se na posição no ano seguinte, já sob o comando de Yustrich.
Em 1982, Wladimir foi um dos líderes da Democracia Corinthiana, ao lado dos ídolos Sócrates e Casagrande. O movimento, que permitia que os jogadores participassem de todas as decisões técnicas (por exemplo, os jogadores votavam a própria escalação do time a cada jogo, se queriam ir para a concentração ou não, etc.), causou muitas controvérsias, mesmo com o time conseguindo ser campeão paulista daquele ano.
Dono absoluto da camisa 4 até 1985, quando deixou o time para jogar no Santo André, foi recordista do maior número da atuações seguidas no mesmo time: 161 jogos sem contusões ou suspensões, de 28 de março de 1981 (Santa Cruz 2 x 0 Corinthians) a 21 de maio de 1983 (Corinthians 1 x 0 Inter de Limeira).
Retornou para o alvinegro paulista em 1987, por um curto período, jogou de zagueiro e aumentou seu recorde em mais nove partidas.
Wladimir é o segundo corintiano com mais jogos pelo Campeonato Brasileiro (267), perdendo apenas para o goleiro Cássio. É o jogador que mais vezes vestiu a camisa do Corinthians, com 806 partidas, marcou 32 gols e ganhou quatro Campeonatos Paulistas (1977, 79, 82 e 83).
É considerado, pela maioria dos especialistas em futebol, como o melhor lateral-esquerdo da história do Corinthians.

### Outros clubes
Em 1985, foi para o Santo André, onde te duas passagens. A primeira vez que enfrentou seu ex-clube foi no Campeonato Paulista 1987: foi aplaudido pela torcida corintiana, jogou bem, e o Santo André ganhou por 3 a 1.
Passou pela Ponte Preta em 1986. Marcou um gol no dia primeiro de outubro de 1986, na vitória por 2 a 0 sobre o Grêmio, em Porto Alegre, válido pelo Campeonato Brasileiro.
Em 1988, chegou ao Cruzeiro, onde fez 58 partidas oficiais.
Foi contratado pelo Santos em 1989. No Campeonato Paulista, foi desde o início da campanha titular absoluto, marcando inclusive um gol na competição, mas o Alvinegro terminou o Campeonato apenas na sexta colocação. Seguiu como titular nas excursões feitas pelo Santos naquele ano, onde atuou em 18 amistosos durante o ano, com o clube passando por países como Jamaica, China e Estados Unidos. Foi titular na estreia da Supercopa Libertadores, quando o Peixe perdeu do Independiente, na Argentina, mas acabou não jogando a volta. Seguiu sendo titular da equipe durante o Brasileirão, sendo presença constante nas partidas. Terminou a passagem pelo Santos com 42 jogos oficiais e marcando um único gol pelo clube, no Campeonato Paulista, em jogo contra o São José.
Teve ainda passagens por São Caetano e encerrou sua carreira futebolística na Central Brasileira de Cotia, em 1991.

### Seleção Brasileira
Wladimir foi convocado pela primeira vez para jogar pela Seleção Brasileira em 1977 para a partida contra a Colômbia pelas Eliminatórias para a Copa do Mundo de 1978. O empate de 0x0 foi considerado vexatório e por conta disso, o técnico Osvaldo Brandão acabou pedindo demissão. Wladimir, que não teve culpa do resultado, acabou ficando marcado e não voltou mais a ser chamado para a Seleção. Em 1978, por exemplo, Cláudio Coutinho preferiu improvisar o zagueiro Edinho como lateral-esquerdo, deixando de lado um Wladimir em excelente forma. Porém, voltou a ser convocado pelo técnico Carlos Alberto Parreira para a disputa da Copa América de 1983, quando obteve o vice-campeonato.
Jogou um total de sete partidas pela seleção e não marcou nenhum gol.

## Títulos
Corinthians
- Campeonato Paulista: 1977, 1979, 1982, 1983
- Taça Governador do Estado SP: 1977
- Copa da Feira de Hidalgo: 1981
- Torneio Laudo Natel: 1973
- Copa Cidade de São Paulo: 1975
- Taça Cidade de Porto Alegre: 1983
- Taça Governador do Estado: 1984
- Copa dos Campeões: 1984
- Torneio Internacional de Verão: 1985
- Copa das Nações: 1985

## Campanhas de destaque

### Internacionais
Seleção Brasileira
- Copa América: 2º lugar - 1983

Cruzeiro
- Supercopa Libertadores: 2 lugar - 1988

### Nacionais
Corinthians
- Campeonato Brasileiro: 2º lugar - 1976, 4º lugar - 1972, 1984
- Campeonato Paulista: 1º lugar - 1977, 1979, 1982 e 1983

## Prêmios Individuais
Corinthians
- Bola de Prata: Melhor lateral-esquerdo - 1974, 1976, 1982